# Рогнединская улица (Киев)
Рогне́динская у́лица (укр. Рогні́динська ву́лиця) — улица в Печерском районе города Киева, местность Бессарабка. Пролегает от Большой Васильковской до Эспланадной улицы.
К Рогнединской улице примыкает улица Шота Руставели.

## История
Улица возникла в 1850-х годах (по другим данным — в 1866 году), в соответствии с первым генеральным планом Киева 1837 года. Первичное название — Бульйонская улица. Современное название — в честь Рогнеды, жены великого князя киевского Владимира Святославича — с 1869 года. Во 2-й половине XIX века упоминается также как Маловасильковский переулок.

## Памятники истории и архитектуры
- № 1 — Бывший дом князя Мещерского, ныне жилой дом, 2-я пол. XIX в.;
- № 2 — Жилой дом, 1910—1911 гг.;
- № 2 — Жилой флигель, нач. XX в.

## Памятники и мемориальные доски
- № 1 — мемориальная доска Киевскому литературно-артистическому обществу. Литературно-артистическое общество существовало в здании в течение 1896—1901 годов. Первым главой правления был архитектор Владимир Николаев. Членами правления были Николай Лысенко, Елена Пчёлка, Михаил Старицкий, Николай Василенко, Орест Левицкий, Иван Стешенко. Среди членов общества — Леся Украинка.
- № 3 — мемориальная доска Гелию Снегирёву (1927—1978). Открыта в 2001 году, скульптор А. А. Михайлицкий, архитектор П. Г. Снегирёв.
- № 3 — памятник Шолом-Алейхему (1859—1916). Открыт в 1997 году, скульптор В. Медведев, архитектор Ю. Лосицкий.

## Учреждения
- Государственная инспекция по контролю за ценами в городе Киеве (дом № 4)
- Киевский городской дом природы (дом № 3)
- Кинологический союз Украины (дом № 3)